# Allen Morris
Allen Morris, né le 9 avril 1932 à Atlanta et mort le 27 février 2017 à Greensboro. est un ancien joueur américain de tennis

## Palmarès
- Tournoi de Wimbledon : Quart de finaliste en 1956